# Next Big Thing (singolo)
Next Big Thing è un singolo del rapper statunitense Blueface, pubblicato il 12 giugno 2018

## Tracce
1. Next Big Thing – 1:37